# Moraea sisyrinchium
Moraea sisyrinchium är en irisväxtart som först beskrevs av Carl von Linné, och fick sitt nu gällande namn av Ker Gawl. Moraea sisyrinchium ingår i släktet Moraea och familjen irisväxter. Inga underarter finns listade i Catalogue of Life.

## Bildgalleri

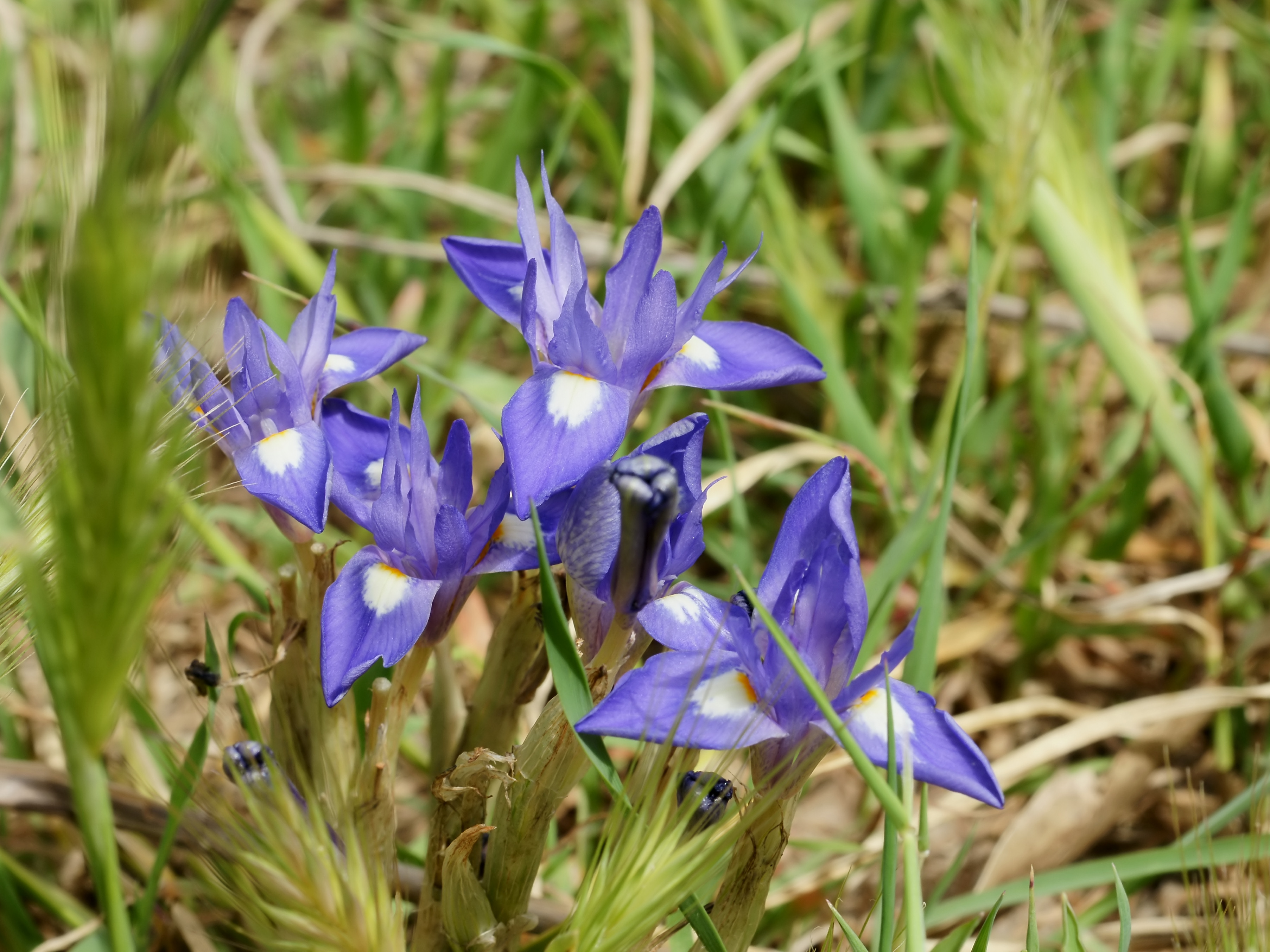
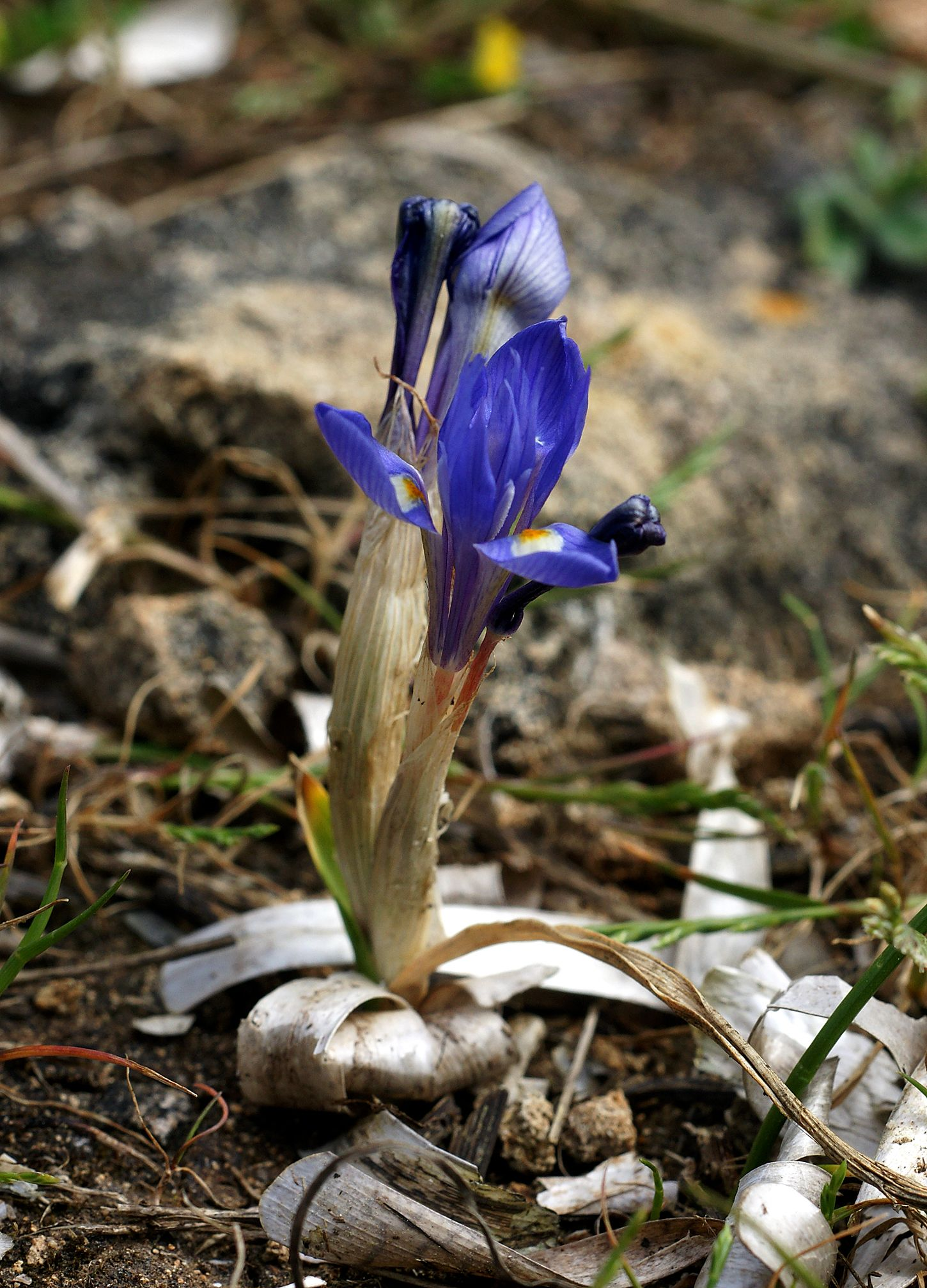
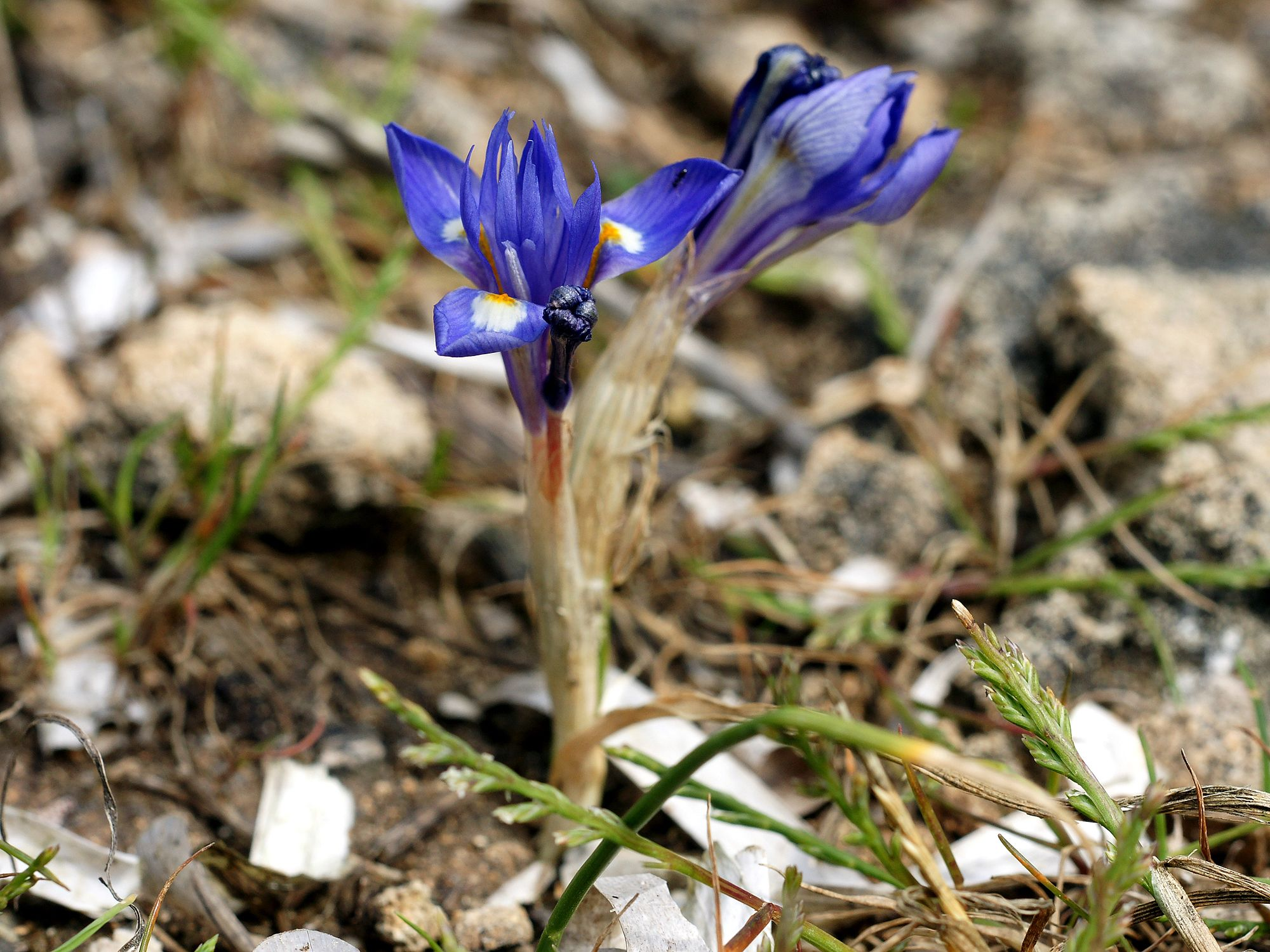
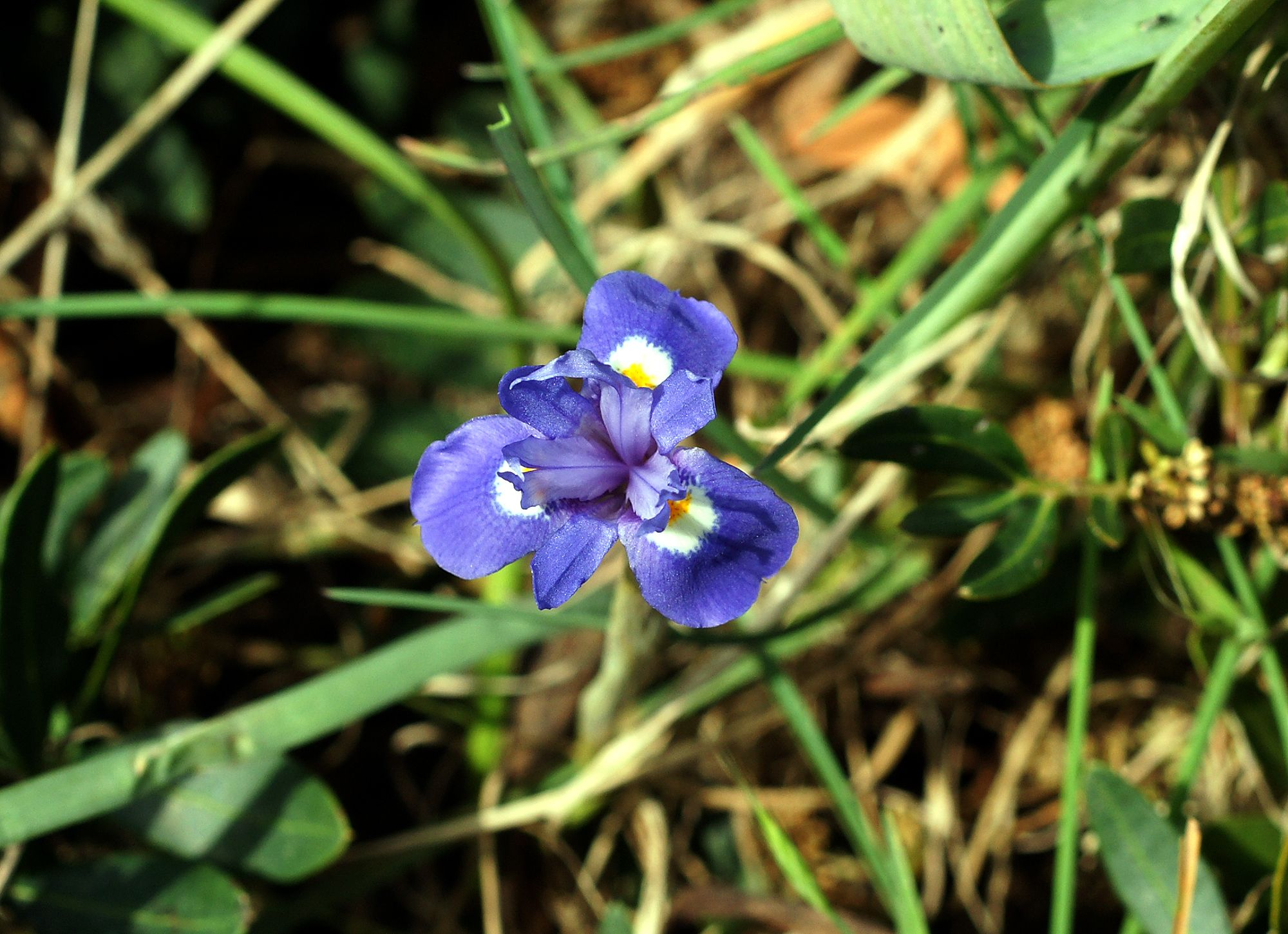
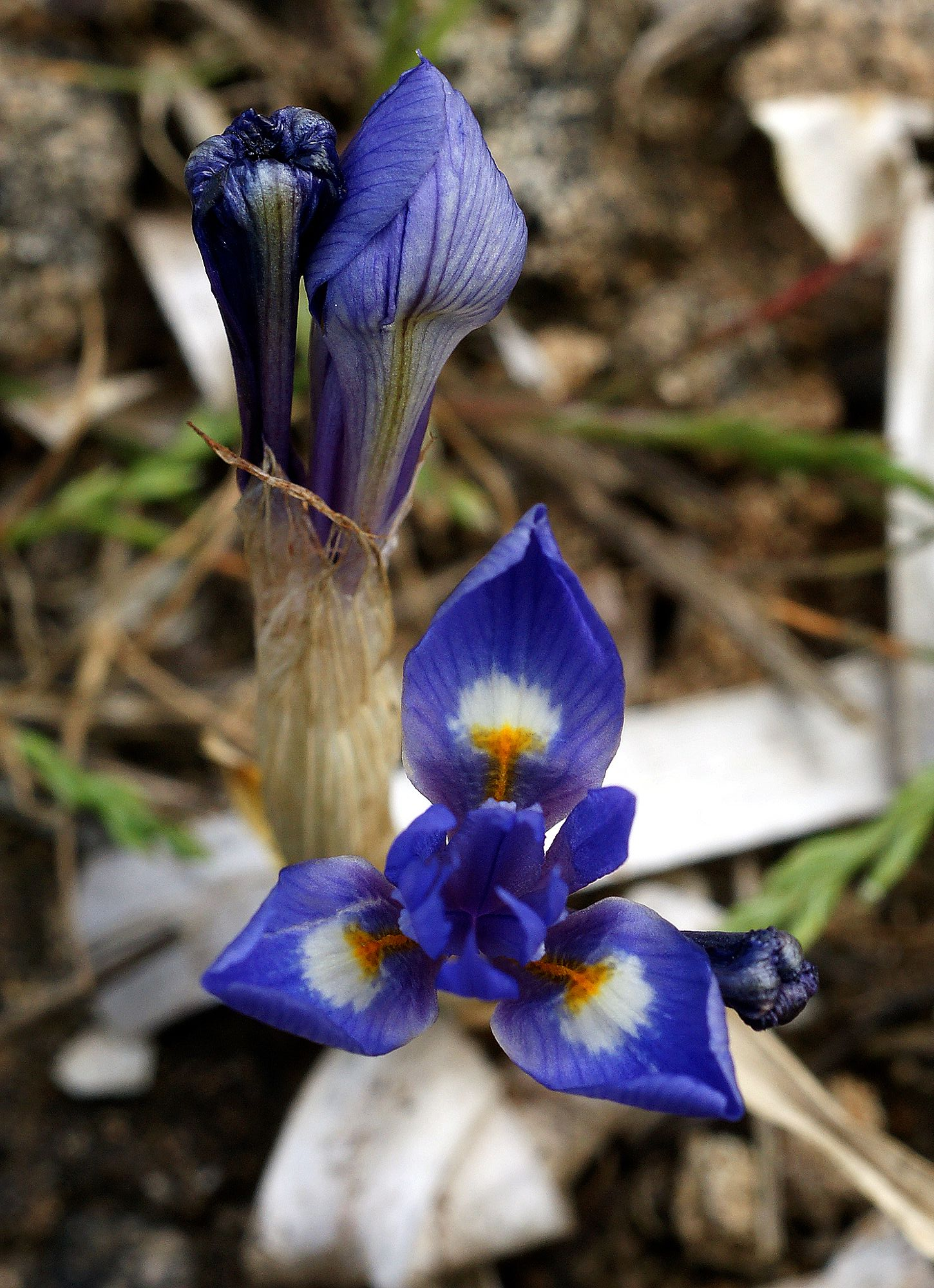
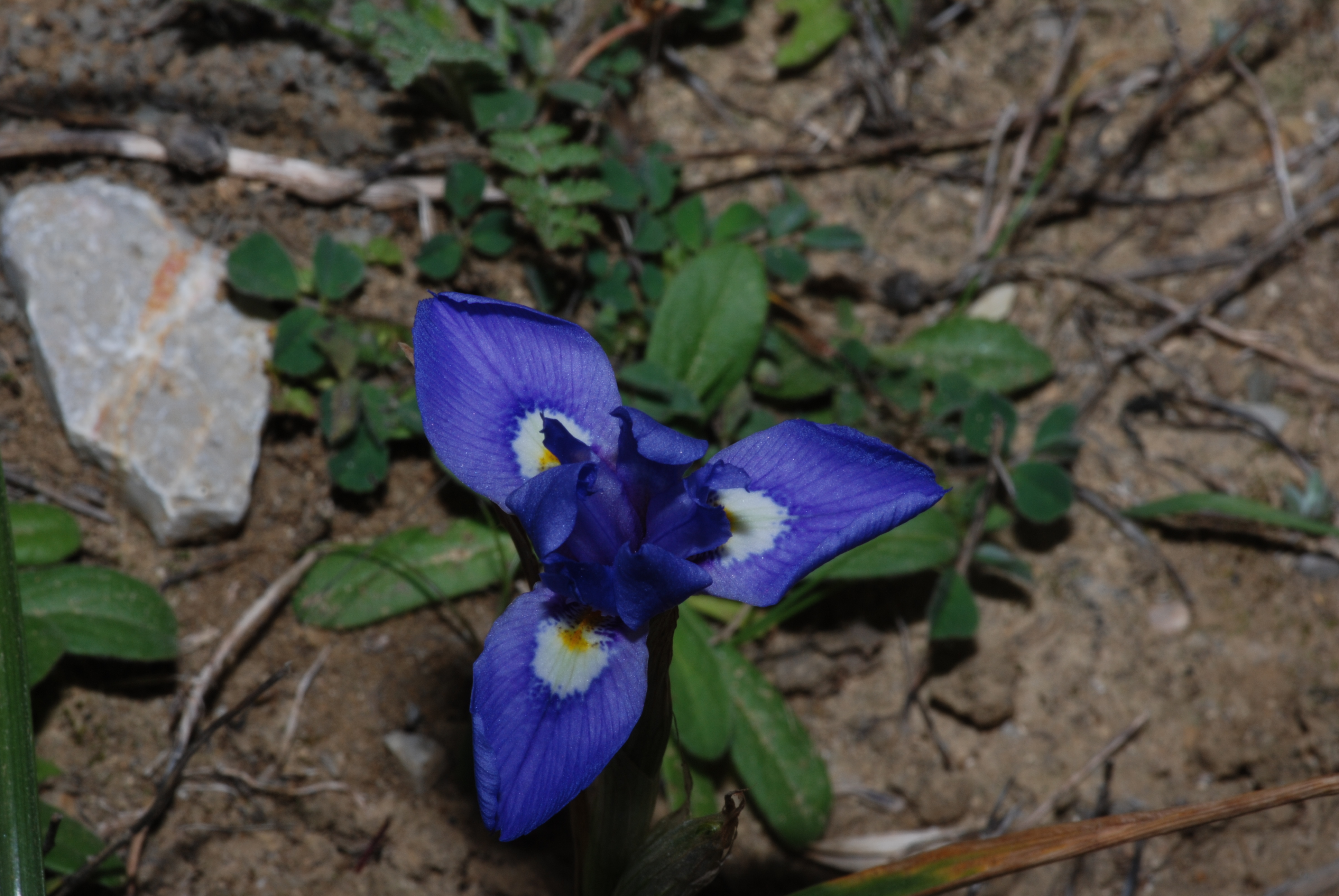